# Öppet vatten-simning vid världsmästerskapen i simsport 2025
Öppet vatten-simning vid världsmästerskapen i simsport 2025 avgjordes mellan den 16 och 20 juli 2025 vid Sentosa i Singapore.
3 km knockout sprint gjorde debut i mästerskapet.

## Program
Det tävlades i sju grenar.
Alla tider är lokala (UTC+8).
| Datum        | Tid   | Gren                           |
| ------------ | ----- | ------------------------------ |
| 16 juli 2025 | 13:00 | Herrarnas 10 km                |
| 16 juli 2025 | 16:00 | Damernas 10 km                 |
| 18 juli 2025 | 07:30 | Damernas 5 km                  |
| 18 juli 2025 | 10:30 | Herrarnas 5 km                 |
| 19 juli 2025 | 08:00 | Damernas 3 km knockout sprint  |
| 19 juli 2025 | 10:00 | Herrarnas 3 km knockout sprint |
| 20 juli 2025 | 08:00 | Lagstafett 6 km                |

## Medaljörer

### Herrar
| Gren                             | Guld                         | Guld      | Silver                         | Silver    | Brons                            | Brons     |
| 3 km knockout sprint Detaljer... | Florian Wellbrock · Tyskland | 5.46,0    | Dávid Betlehem · Ungern        | 5.47,7    | Marc-Antoine Olivier · Frankrike | 5.51,1    |
| 5 km Detaljer...                 | Florian Wellbrock · Tyskland | 57.26,4   | Gregorio Paltrinieri · Italien | 57.29,3   | Marc-Antoine Olivier · Frankrike | 57.30,4   |
| 10 km Detaljer...                | Florian Wellbrock · Tyskland | 1:59.55,5 | Gregorio Paltrinieri · Italien | 1:59.59,2 | Kyle Lee · Australien            | 2:00.10,3 |

### Damer
| Gren                             | Guld                        | Guld      | Silver                      | Silver    | Brons                                              | Brons     |
| 3 km knockout sprint Detaljer... | Ichika Kajimoto · Japan     | 6.19,9    | Ginevra Taddeucci · Italien | 6.21,9    | Moesha Johnson · AustralienBettina Fábián · Ungern | 6.23,1    |
| 5 km Detaljer...                 | Moesha Johnson · Australien | 1:02.01,3 | Ginevra Taddeucci · Italien | 1:02.02,3 | Ichika Kajimoto · Japan                            | 1:02.28,9 |
| 10 km Detaljer...                | Moesha Johnson · Australien | 2:07.51,3 | Ginevra Taddeucci · Italien | 2:07.55,7 | Lisa Pou · Monaco                                  | 2:07.57,5 |

### Lag
| Gren            | Guld                                                               | Guld      | Silver                                                                         | Silver    | Brons                                                                             | Brons     |
| Lag Detaljer... | Tyskland Celine Rieder Oliver Klemet Isabel Gose Florian Wellbrock | 1:09.13,3 | Italien Barbara Pozzobon Ginevra Taddeucci Marcello Guidi Gregorio Paltrinieri | 1:09.15,4 | Ungern Bettina Fábián Viktória Mihályvári-Farkas Kristóf Rasovszky Dávid Betlehem | 1:09.16,7 |

## Medaljtabell
*   Värdland ( Singapore)
| Nr                  | Nation              | Guld | Silver | Brons | Totalt |
| ------------------- | ------------------- | ---- | ------ | ----- | ------ |
| 1                   | Tyskland            | 4    | 0      | 0     | 4      |
| 2                   | Australien          | 2    | 0      | 2     | 4      |
| 3                   | Japan               | 1    | 0      | 1     | 2      |
| 4                   | Italien             | 0    | 6      | 0     | 6      |
| 5                   | Ungern              | 0    | 1      | 2     | 3      |
| 6                   | Frankrike           | 0    | 0      | 2     | 2      |
| 7                   | Monaco              | 0    | 0      | 1     | 1      |
| Totalt (7 nationer) | Totalt (7 nationer) | 7    | 7      | 8     | 22     |